# Antonie Zerwer
Antonie Zerwer (* 17. März 1873 in Riesenwalde, Pommern; † 15. Februar 1956 in Berlin) war eine deutsche Kinderkrankenschwester und Ordensschwester und als solche Wegbereiterin einer modernen Säuglings- und Kinderpflege.

## Leben
Als ältestes Kind einer großen Landwirtsfamilie war Zerwer früh mit der Versorgung ihrer kleinen Geschwister vertraut. Sie absolvierte eine Ausbildung als Krankenschwester im Evangelischen Diakonieverein. Von 1906 bis 1908 war Zerwer leitende Schwester der Säuglingsabteilung des Krankenhauses Altstadt in Magdeburg. Auf Wunsch des Arztes Arthur Keller wurde sie 1908 nach Berlin geholt. Ab 1909 begann sie ihre Tätigkeit am Kaiserin-Auguste-Viktoria-Säuglingsheim, das sich damals besonders der Bekämpfung der Säuglingssterblichkeit widmete.
1912 veröffentlichte sie eine Säuglingsfibel, die in acht Sprachen übersetzt wurde und sich etwa zwei Millionen Mal verkaufte. Die deutsche Version wurde bis 1940 in zehn Auflagen im Verlag von Julius Springer herausgegeben, die teilweise auch ergänzt und erweitert wurden.
1924 wurde sie Oberin des Säuglingsheims. Drei Jahre später war sie Mitgründerin des Reichsverband für Säuglings- und Kleinkinderschwestern, dessen Vorsitz sie übernahm. Der Verband war die erste Berufsverband für Kinderkrankenpflege, der von der Erwachsenenkrankenpflege unabhängig agierte. 1934 wurde der Reichsverband durch die NS-Regierung aufgelöst, 1938 zog sich Zerwer aus dem aktiven Arbeitsleben zurück.
Auf dem ersten internationalen Kongress zur Geschichte der Pflege im Jahr 1992 in Aarau, der von deutscher Seite von der Sektion Historische Pflegeforschung des Deutschen Vereins zur Förderung von Pflegewissenschaft und -forschung (heute: Deutsche Gesellschaft für Pflegewissenschaft) unter der Leitung von Hilde Steppe, Fachhochschule Frankfurt/Main, organisiert wurde, hielt Hedwig Wegmann einen Vortrag über Antonie Zerwer. Die Literatur von und zu Antonie Zerwer ist im Hilde-Steppe-Archiv der Bibliothek der Fachhochschule Frankfurt/Main einsehbar.

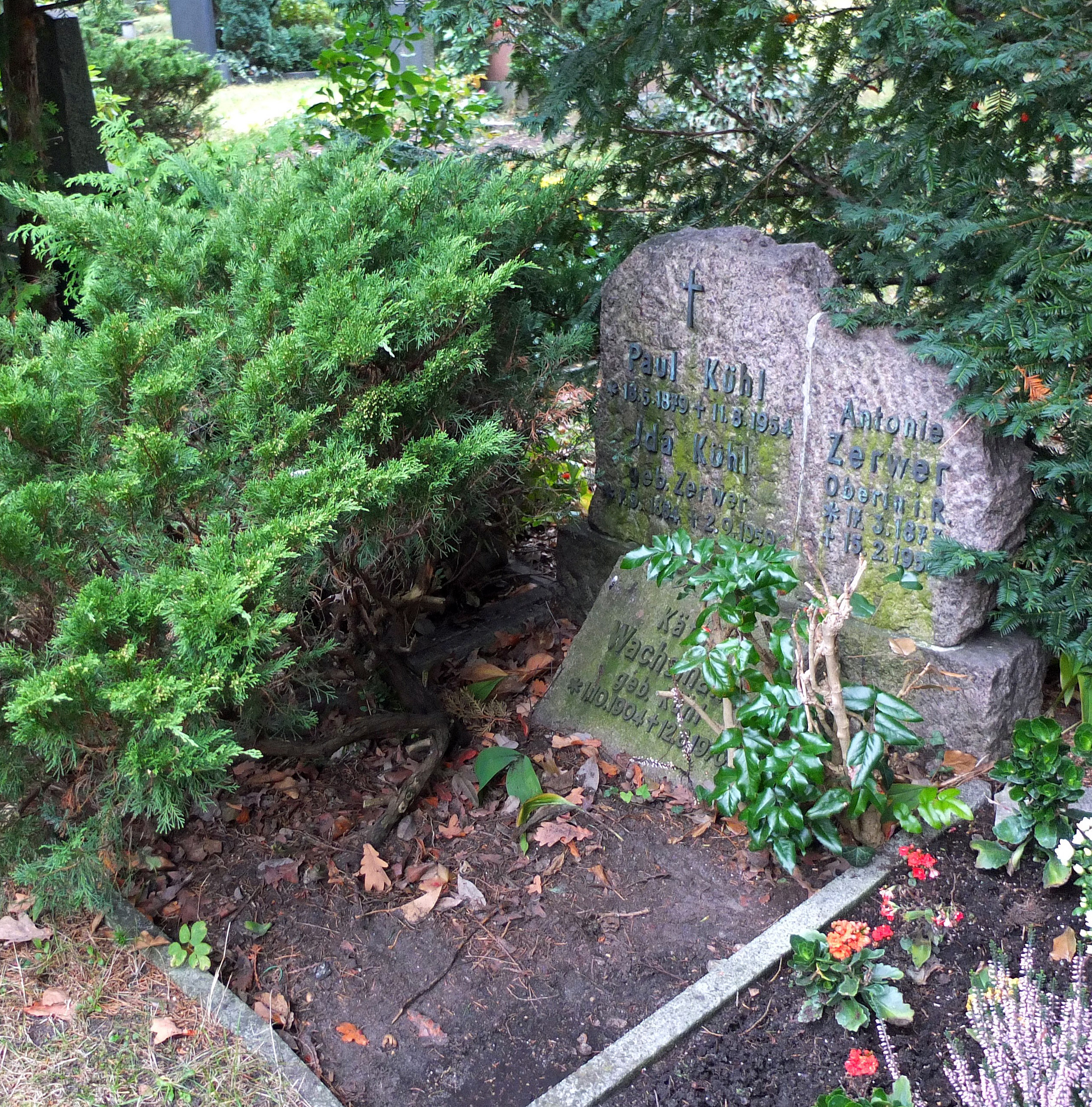
Grabstätte

Sie ist auf dem Luisenfriedhof II bestattet. Ihr Grab war von 1990 bis 2014 als Ehrengrab der Stadt Berlin gewidmet.

## Veröffentlichung
- Säuglingspflegefibel. Verlag von Julius Springer, Berlin 1912.

## Ehrungen
- von 1990 bis 2015 wurde das Grab von Antonie Zerwer auf dem Luisenfriedhof II in Berlin-Westend als Ehrengrab des Landes Berlin geführt.
- Der Berufsverband Kinderkrankenpflege Deutschland e.V. verleiht seit 1994 die Antonie-Zerwer-Medaille[3]

## Belege
1. ↑  Hedwig Wegmann: Antonie Zerwer – Ein Leben für Kinder. 1. Auflage. Edition Hentrich, Berlin 1992, ISBN 3-89468-043-1, S. 25.
2. ↑  Horst-Peter Wolff: Zur Magdeburger Medizinalchronik und ihren Akteuren von den Anfängen bis zur Mitte des 20. Jahrhunderts, 3. Auflage 2012, Selbstverlag Fürstenberg Havel, S. 134, ISBN 978-3-00-038727-2.
3. 1 2 3  Antonie Zerwer-Ehrenmedaille auf der Webseite des BeKD e.V.
4. ↑  Kaiserin-Auguste-Viktoria-Haus zur Bekämpfung der Säuglingssterblichkeit im Deutschen Reich: Schriftenreihe zur Geschichte der Kinderheilkunde, Humana-Milchwerke Westfalen Herford, mehrere Bände.
5. ↑  Birgit Jochens, Herbert May: Die Friedhöfe in Berlin-Charlottenburg. Stapp Verlag, Berlin 1994, ISBN 3-87776-056-2, S. 188.

| Personendaten    | Personendaten                                       |
| ---------------- | --------------------------------------------------- |
| NAME             | Zerwer, Antonie                                     |
| ALTERNATIVNAMEN  | Zerwer, Antonie Elisabeth                           |
| KURZBESCHREIBUNG | deutsche Kinderkrankenschwester und Ordensschwester |
| GEBURTSDATUM     | 17. März 1873                                       |
| GEBURTSORT       | Riesenwalde, Pommern                                |
| STERBEDATUM      | 15. Februar 1956                                    |
| STERBEORT        | Berlin                                              |